# ألبرت (اسم)
ألبرت (بالإنجليزية: Albert)‏ هو اسم علم شخصي من أصل جرماني قديم، هذا الاسم مكون من مقطعين وهما أدال (بالألمانية: adal) أي النبيل و بيرات (بالألمانية: beraht) أي المضئ أو اللامع ومعناه النبيل اللامع، يعتبر هذا الاسم من أكثر الأسماء شعبية عند الذكور في الدول الغربية، وله نسخ في اللغات الأخرى مثل ألبرتو في الإسبانية و الإيطالية و البرتغالية و ألبير في الفرنسية.

## الشخصيات
- ألبرت أينشتاين فيزيائي ألماني أمريكي
- ألبرت (الأمير الزوج) أمير بريطاني
- ألبرت الأول ملك بلجيكا
- ألبرت الثاني، دوق النمسا
- ألبرت الثالث، دوق النمسا
- ألبرت الرابع، دوق النمسا
- ألبرت الخامس، دوق بافاريا
- ألبرت السابع، أرشيدوق النمسا
- ألبرت شبير مهندس معماري ألماني
- ألبرت إسبينوسا روائي إسباني
- ألبرت شفايتزر فيلسوف وطبيب ألماني
- ألبرت فيرير لاعب كرة قدم إسباني
- ألبرت أريناس متسابق دراجات نارية إسباني
- ألبرت أزاريان لاعب جمباز أرمني سوفيتي
- ألبرت أدوماه لاعب كرة قدم غاني
- ألبرت ألن بارتليت فيزيائي أمريكي
- ألبرت أرنولد جور سياسي أمريكي
- ألبرت أوليفر لاعب كرة سلة إسباني
- ألبرت إليس عالم نفس أمريكي
- ألبرت إدلفلت رسام فنلندي
- ألبرت إمون لاعب كرة قدم فرنسي
- ألبرت باندورا عالم نفس كندي
- ألبرت بايك كاتب وقائد عسكري أمريكي
- ألبرت باريل كاتب ورسام فرنسي
- ألبرت برودفسكي فلكي بولندي
- ألبرت بورتاس لاعب كرة مضرب إسباني
- ألبرت توريس سائق فورمولا ون إسباني
- ألبرت تيمر دراج هولندي
- ألبرت تايلاندير دراج فرنسي
- ألبرت غونتر عالم أسماك بريطاني ألماني
- ألبرت جون لوتولي سياسي جنوب أفريقي
- ألبرت حوراني مؤرخ لبناني بريطاني
- ألبرت خوركيرا لاعب كرة قدم إسباني
- ألبرت رودي منتج أفلام كندي
- ألبرت روز فيزيائي ومهندس أمريكي
- ألبرت روكاس لاعب كرة يد إسباني
- ألبرت رينولدز سياسي أيرلندي
- ألبرت روست لاعب كرة قدم فرنسي
- ألبرت زافي سياسي مدغشقري
- ألبرت سيلاديس لاعب كرة قدم إسباني
- ألبرت سابين طبيب أمريكي
- ألبرت سبنسر (الإيرل السابع) قائد عسكري بريطاني
- ألبرت سيدني جونستون قائد عسكري أمريكي
- ألبرت شيسترنيوف لاعب كرة قدم سوفيتي روسي
- ألبرت شفيق إعلامي مصري
- ألبرت غالاتين سياسي وعالم أحياء ولغوي أمريكي سويسري
- ألبرت غليزس رسام فرنسي
- ألبرت غوتفريد ديتريش عالم نبات ألماني
- ألبرت غونزاليس مخترق حواسيب أمريكي
- ألبرت غيوروسو فيزيائي أمريكي
- ألبرت غودموندسون لاعب كرة قدم أيسلندي
- ألبرت فيني ممثل إنجليزي
- ألبرت فيكتور دوق كلارنس وأفوندال أمير بريطاني
- ألبرت فون كوليكر عالم أحياء سويسري
- ألبرت فيش مجرم أمريكي
- ألبرت فير فيزيائي فرنسي
- ألبرت فورستر سياسي ألماني
- ألبرت كسلرنغ قائد عسكري ألماني
- ألبرت كينغ مغني أمريكي
- ألبرت كيلوغ عالم نبات أمريكي
- ألبرت كيبيتشيي روب عداء بحريني كيني
- ألبرت-لازلو براباشي فيزيائي مجري روماني
- ألبرت لادينبرغ كيميائي ألماني
- ألبرت لوفيرا سائق راليات أندوري
- ألبرت ميكلسون فيزيائي أمريكي بولندي
- ألبرت محرابيان عالم نفس أمريكي إيراني
- ألبرت مونتانيس لاعب كرة مضرب إسباني
- ألبرت مارث فلكي ألماني
- ألبرت موصيري صحفي مصري
- ألبرت ميراليس لاعب كرة سلة إسباني
- ألبرت ناجيرابولت طبيب مجري
- ألبرت نيسر طبيب ألماني
- ألبرت نيمان كيميائي ألماني
- ألبرت ناد لاعب كرة قدم صربي
- ألبرت هوفمان كيميائي سويسري
- ألبرت هابرد فيلسوف أمريكي
- ألبرت هايم جيولوجي سويسري
- ألبرت ويغان عالم نبات ألماني
- ألبرت يلدا سياسي ودبلوماسي عراقي

### شخصيات خيالية
- ألبرت ويسكر إحدى شخصيات ريزدنت إيفل